# HAT-P-14b
HAT-P-14b（WASP-27b, 固有名:Sissi）は、HAT-P-14の周囲を公転する太陽系外惑星である。トランジット法で発見され、2010年3月10日に論文で発表された。
この惑星はヘルクレス座の方角に約205光年の距離に位置し、10等級のF型主系列星HAT-P-14の周りを回っている。

## 名称
2019年、世界中の全ての国または地域に1つの系外惑星系を命名する機会を提供する「IAU100 Name ExoWorldsプロジェクト」において、HAT-P-14bとHAT-P-14はオーストリア共和国に割り当てられる系外惑星系となった。このプロジェクトは、「国際天文学連合100周年事業」の一環として計画されたイベントの1つで、オーストリア国内での選考、国際天文学連合 (IAU) への提案を経て、太陽系外惑星とその母星に固有名が承認されるものであった。2019年12月17日、IAUから最終結果が公表され、HAT-P-14bはSissi、HAT-P-14はFranzと命名された。Sissi、Franzともに、1955年のオーストリアの映画“Sissi”（邦題：プリンセス・シシー）の登場人物であり、Sissiはオーストリア皇帝フランツ・ヨーゼフ1世の妻となったエリーザベト皇后のことで、ロミー・シュナイダーが演じ、Franzは皇帝フランツ・ヨーゼフ1世のことで、カールハインツ・ベームが演じた。